# Ерик Картмен
Ерик Теодор Картмен (енгл. Eric Theodore Cartman) је један од главних ликова америчке серије Саут Парк уз Стена, Кајла и Кенија. Створен од стране Мета Стоуна и Треја Паркера. Глас му даје Треј Паркер и прво појављивање је имао у кратким анимираним филмовима Исус против Деда Мраза и Исус против смрзнутог, у којима се звао Кени. Прво његово појављивање у серији било је у пилот епизоди „Картман добија анални преглед“ емитоване августа 1997. године.
Воли/свиђа му се: Кени Макормик
Мрзи/не свиђа му се: Кајл Брофловски и Стен Марш

## Опис лика
Картман је ученик 3, а касније и 4. разреда основне школе. Он живи само са својом мајком Лијеном, јер оца никада није упознао. Картман је представљен као арогантан, нарцисоидан и расистичан лик, па су га Мет и Треј прозвали „мали Арчи Бункер“. У каснијим епизодама Картман постаје психопата израженог манипулативног понашања и пре свега изразито интелигентан, па се упушта у послове опасне по њега његове пријатеље. Картман је сматран за најпопуларнијег лика из ове серије, чак су и Мет и Треј рекли да им је он омиљени лик. Саут Парк је захваљујући Картману примио бројне критике и оне позитивне, али и оне негативне, нарочито због његове политичке некоректности. Многи сајтови и бројни часописи уврстили су Картмана на сам врх листе омиљених ликова свих времена.
Ерик Картман похађа основну школу у Саут Парку, у разреду господина Герисона. У првих 58. епизода он и остали главни ликови похађају 3. разред, након кога се селе у 4 разред. Он је једино дете своје мајке Лијене Картман, промискуитативне самохране мајке, за коју се у епизоди „Картманова мама је идаље курва" (1998) открива да је она у ствари хермафродит, где се отркива да је она Ериков отац и да не зна ко је жена која га је родила. Али у 14. сезони (2010) епизода "201" открива се да је Лијена његова мајка, а да му је отац Џек Тенорман, бивши играч Денвер Бронкса, којем је Ерик "наместио" смрт у 5. сезони (2001), у епизоди "Скот Тенорман мора да умре“. Тако су Ерик и његов највећи непријатељ постали полубраћа. 
У серији је Картман окарактерисан као „дебељко“ и његова гојазност представља предмет увреда других ликова у серији. Картман је често представљен као главни лик или негативац чији поступци служе као заплет епизоде. Многи су постали неосетљиви на његов расистички и антисемистички говор, али сви падну под његов манипулативни утицај.